# 2009年議会倫理規範法
2009年議会倫理規範法（2009ねんぎかいりんりきはんほう、英語: The Parliamentary Standards Act 2009）は、イギリスの法律。イギリス議員経費スキャンダルを起因として制定された法律であり、2009年7月21日に施行された。イギリス政府が緊急として指定した法律だったため、1か月未満で議会を通過した。

## 概要
2009年議会倫理規範法により、独立議会倫理規範局（IPSA）が設立された（第3条1項）。経費を管理する部署だったFees Officeが議員経費スキャンダルで批判されたため廃止され、独立議会倫理規範局がその後継組織として設立された形となる。また、議会調査コミッショナー（Commissioner of Parliamentary Investigations）も新設された（第3条3項）。議会調査コミッショナーは議会倫理規範法および庶民院の規定に従っていない経費請求を支払われた議員、あるいは独立議会倫理規範局の財政利害関係に関する行動規範に従わない議員への調査を監督する（第9条）。その後、2010年憲法改革及び統治法で議会調査コミッショナーが廃止され、代わりに法令遵守職員（Compliance officer）が設けられた。
政府が提出した法律原案では独立議会倫理規範局による議員への調査に対し議会特権で拒否できないようにしたが、この条項は賛成247票、反対250票で否決された。
第10条では経費請求において虚偽あるいは誤解を招く情報を提供した場合の罰則について、罰金刑および12か月までの禁固刑を定めた。また、第2条では議会倫理規範法が貴族院に適用されないことを規定した。